# 가쿠엔마에역 (나라현)
가쿠엔마에역(일본어: 学園前駅)은 일본 나라현 나라시에 위치한 긴키 닛폰 철도 나라 선의 철도역이다. 역 번호는 A 20이며, 상대식 승강장 2면 2선의 구조를 갖춘 지상역이다.

## 타는 곳
| 2 | A 나라 선 | 하행 | A 야마토사이다이지 · 긴테쓰나라 · B 교토 방면 · H 덴리 방면 |
| 3 | A 나라 선 | 상행 | A 오사카난바 · 아마가사키 · 고베산노미야 방면               |

## 이용 현황
| 연도   | 특정일 | 특정일      | 1일 평균 승차 인원 |
| 연도   | 조사일 | 승하차 인원 | 1일 평균 승차 인원 |
| ------ | ------ | ----------- | ------------------ |
| 1995년 | -      | -           | 45,212             |
| 1996년 | -      | -           | 44,634             |
| 1997년 | -      | -           | 42,480             |
| 1998년 | -      | -           | 41,342             |
| 1999년 | -      | -           | 41,079             |
| 2000년 | -      | -           | 40,423             |
| 2001년 | -      | -           | 39,600             |
| 2002년 | -      | -           | 38,798             |
| 2003년 | -      | -           | 38,199             |
| 2004년 | -      | -           | 37,327             |
| 2005년 | 11/8   | 72,061      | 36,552             |
| 2006년 | -      | -           | 31,488             |
| 2007년 | -      | -           | 30,368             |
| 2008년 | 11/18  | 58,424      | 29,660             |
| 2009년 | -      | -           | 28,753             |
| 2010년 | 11/9   | 57,064      | 28,421             |
| 2011년 | -      | -           | 27,772             |
| 2012년 | 11/13  | 56,257      | 27,559             |
| 2013년 | -      | -           | 27,879             |
| 2014년 | -      | -           | 26,816             |
| 2015년 | 11/10  | 54,483      | 26,872             |

## 역 주변
- 데즈카야마 학원
- 가쿠엔마에 홀
- 니시나라 추오 병원
- 나라 시립 추오 도서관
- 나라 현립 오부치이케 공원
- 쇼하쿠 미술관

## 인접 역
| 긴키 닛폰 철도 A 나라 선 | 긴키 닛폰 철도 A 나라 선        | 긴키 닛폰 철도 A 나라 선             |
| ------------------------ | ------------------------------- | ------------------------------------ |
| A17 이코마 후세 방면     | ■ 쾌속급행 · ■ 급행             | 야마토사이다이지 A26 긴테쓰나라 방면 |
| A19 도미오 후세 방면     | ■ 준특급 · ■ 구간 급행 · ■ 보통 | 아야메이케 A21 긴테쓰나라 방면       |